# Dudaia keiseri
Dudaia keiseri är en tvåvingeart som först beskrevs av Walter Leopold Victor Hackman 1967.  Dudaia keiseri ingår i släktet Dudaia och familjen hoppflugor.
Artens utbredningsområde är Madagaskar. Inga underarter finns listade i Catalogue of Life.